# Ufer-Hahnenfuß
Der Ufer-Hahnenfuß (Ranunculus reptans) ist eine Pflanzenart aus der Gattung Hahnenfuß  (Ranunculus) innerhalb der Familie der Hahnenfußgewächse (Ranunculaceae). Sie ist in Eurasien weitverbreitet.

## Beschreibung

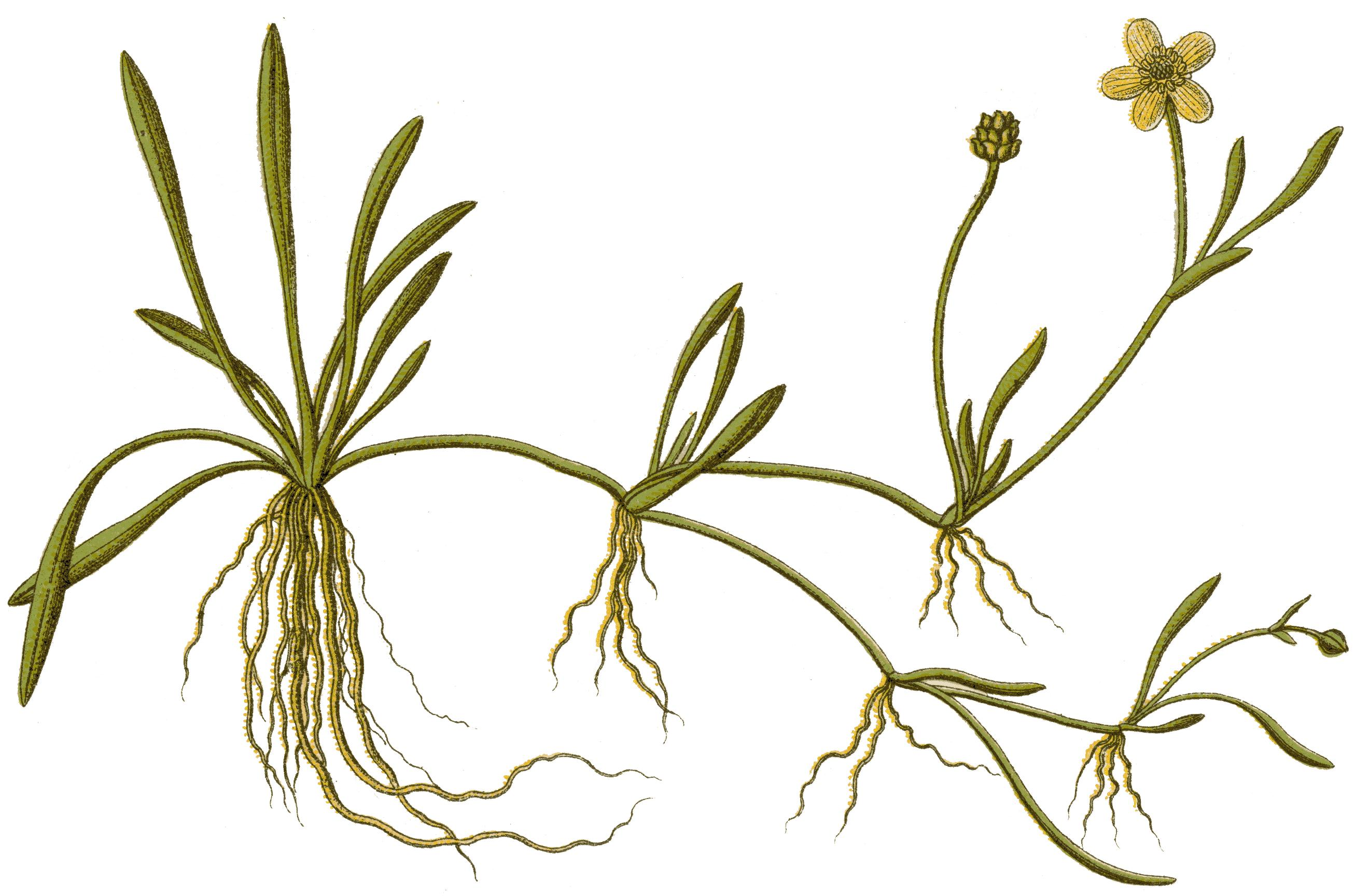
Illustration aus Johann Georg Sturm: Deutschlands Flora, 1796

### Vegetative Merkmale
Der Ufer-Hahnenfuß wächst als sommergrüne, ausdauernde krautige Pflanze und erreicht Wuchshöhen von meist 5 bis 20, selten bis zu 50 Zentimeter. Sie ist niederliegend-rasig wachsend. Der kahle Stängel ist mit einem Durchmesser von nur 0,5 bis 2 mm fadenförmig. Die Stängelglieder steigen bogig auf und wurzeln an jedem Knoten. Die an den Knoten zu dritt bis fünft in Büscheln stehenden Laubblätter sind spatelig bis schmal elliptisch.

### Generative Merkmale
Die Blüten stehen einzeln und endständig an vielen der Knoten. Die zwittrige Blüte ist bei einem Durchmesser von 5 bis 10 mm radiärsymmetrisch. Die Kronblätter sind blassgelb und glänzend. Die eiförmigen Nüsschen haben einen Fruchtschnabel, der etwa 1/3 so lang ist wie das Nüsschen selbst.
Die Chromosomenzahl beträgt 2n = 32.

## Ökologie
Beim Ufer-Hahnenfuß handelt es sich um einen Hydrophyten und Hemikryptophyten.

## Vorkommen und Gefährdung
Der Ufer-Hahnenfuß ist ein Eurosibirisch-nordamerikanisches Florenelement mit zirkumpolarer Verbreitung. Sein Verbreitungsgebiet erstreckt sich nordwärts bis Island, nördliche Skandinavien, nördliche Sibirien, Alaska, westliche sowie östliche Grönland, Nordamerika bis Kalifornien und New Jersey; es reicht südwärts bis ins nördliche Italien und in Asien bis zum 50° nördlicher Breite.
Der Ufer-Hahnenfuß wächst an Ufern, im Wasserschwankungsbereich zwischen mittlerer Mittelwasser- und mittlerer Hochwasserlinie, auf offenen, nassen, zeitweise überschwemmten, meist nährstoff- und basenarmen, humosen, sandigen Kiesböden. Er ist eine Pionierpflanze und erträgt eine Überschwemmungsdauer von 1 bis 4 Monaten. In Mitteleuropa ist er lokal eine Charakterart des Deschampsietum rhenanae, überregional ist er ein Littorelletea-Klassencharakterart.
Die ökologischen Zeigerwerte nach Landolt et al. 2010 sind in der Schweiz: Feuchtezahl F = 4+w+ (nass aber stark wechselnd), Lichtzahl L = 5 (sehr hell), Reaktionszahl R = 3 (schwach sauer bis neutral), Temperaturzahl T = 2+ (unter-subalpin und ober-montan), Nährstoffzahl N = 2 (nährstoffarm), Kontinentalitätszahl K = 3 (subozeanisch bis subkontinental).
Der Ufer-Hahnenfuß ist in Deutschland vom Aussterben bedroht.

## Systematik
Die Erstveröffentlichung von Ranunculus reptans erfolgte 1753 in Species Plantarum, 1, S. 549. Das Artepitheton reptans bedeutet kriechend.
Gelegentlich wird der Ufer-Hahnenfuß (Ranunculus reptans) als Unterart des Brennenden Hahnenfuß (Ranunculus flammula subsp. reptans (L.) Syme) angesehen.